# Edgar Fernhout
Edgar Richard Johannes Fernhout (Bergen (Noord-Holland), 17 augustus 1912 - aldaar, 4 november 1974) was een Nederlands kunstschilder die zich ontwikkelde van realisme tot abstracte kunst.

## Jeugd en opleiding
Edgar Fernhout was een zoon van de kunstenares Charley Toorop en de filosoof Henk Fernhout, die samen slechts een kort huwelijk hadden. De latere filmer John Fernhout was een broer van hem. Zijn vader verliet het gezin in 1917. In 1926 verhuisde zijn moeder met de kinderen naar Amsterdam. Een jaar later trok de historicus en anarchist Arthur Lehning bij hen in, op de Leidsegracht. Het huis werd al gauw een ontmoetingsplaats van avant-gardistische kunstenaars, onder wie de architect Gerrit Rietveld, de filmer Joris Ivens en de schilder Carel Willink. Edgar kwam zo al jong in contact met de moderne kunst van die jaren. Op zijn zestiende jaar begon hij zelf te schilderen, waarbij Charley hem de aanwijzingen gaf. Hij onderbrak daarvoor het gymnasium en kreeg bovendien les van Jan Uri; later in Baarn zou hij zijn schoolopleiding vervolgen tot 1930. Zijn moeder waakte er zorgvuldig voor dat haar zoon niet het pad zou volgen van de surrealistische kunstenaars of van de Nieuwe zakelijkheid, die aantrekkelijk waren voor de beginnende schilder; het realisme bleef voor Edgars schilder-opleiding de leidende norm, zoals ook voor haar eigen stijl. Op advies van kunstcriticus H.P. Bremmer zag Charley er vanaf 1929 streng op toe dat Edgar met name stillevens schilderde.
Over deze Amsterdamse jaren - nog thuiswonend bij zijn moeder op de Leidsegracht - zou hij later zeggen: "Mensen als Mondriaan en Rietveld kwamen bij ons aan huis. Achteraf beschouwd is het zowel een voor- als een nadeel te noemen dat mijn moeder schilderde. Vanaf de jaren [19]twintig heb ik helemaal in de stuwing gezeten. Ik ben opgegroeid met de veranderende schilderkunst en vond alles heel gewoon, ik kon niet geschokt worden. Maar misschien heb ik juist daarom vanaf het begin mijn eigen weg kunnen gaan."

## Leven en werk

### Start
In 1930 voegde Fernhout zich bij zijn moeder en Lehning in Parijs. Hij bleef daar twee jaar schilderen - met name stillevens en een enkel zelfportret - en had er regelmatig contact met Piet Mondriaan bij wie hij vaak op het atelier kwam. De werken die hij in Parijs maakte werden al snel getoond in groepstentoonstellingen bij kunsthandel Van Lier in Amsterdam en bij Van Hasselt in Rotterdam. 
In de zomer van 1932 keerde Fernhout terug naar Amsterdam waar hij voor het eerst zijn eigen woon- en werkruimte vond. Op de kunstenaarssociëteit De Kring ontmoette hij de tekenares Rachel Pellekaan, met wie hij in september 1932 ging samenwonen in de Zaagmolenstraat. Daar ontstond het Dubbelportret, nu in de collectie van het Centraal Museum Utrecht. Hij werd in die jaren geruime tijd financieel ondersteund door Radermacher-Schorer en zijn vrouw die ook Fernhouts latere verblijf in Italië deels zouden bekostigen. Kunstzaal Van Lier organiseerde eind 1932 zijn eerste solotentoonstelling. In december 1934 trouwde Edgar met Rachel. Hij werd in die jaren zowel door zijn moeder als H.P. Bremmer en de kunsthistoricus J.G. van Gelder veel ondersteund in het vinden van verkoop- en expositiemogelijkheden.
Vanaf 1933 schilderde hij veel seizoensstillevens, waarin de voor- en achtergrond in het schilderij met elkaar verbonden raakten. Zo zijn in het doekje Schelp en Blad uit 1935 de voorwerpen van de schelp en het verdorde blad op een vensterbank neergelegd, waarbij de achtergrond (achter het raam) bestaat uit een herfstlandschap. Het is in deze stillevens het seizoen dat het beeldbepalende element vormt, met het karakteristieke licht daarvan dat wordt weerspiegeld in de voorwerpen, die daardoor enigszins in de ruimte eromheen op lijken te gaan. Deze stillevens hebben een traditionele, planmatige opbouw: een voorwerp op de voorgrond, bomen en struiken in het midden-plan, en als achtergrond het landschap dat uitloopt in een vervloeiende horizon van zee of duinen, met erboven verwaaide wolken. In 1935 ontstaan zijn eerste portretten met een landschap als achtergrond; van hem zelf en van zijn vrouw Rachel. Later zou het landschap een veel zelfstandigere rol gaan spelen in zijn werk, maar hier vormde het nog de achtergrond.
In 1936 leerde Fernhout de kunsthistoricus Hans Jaffé kennen, met wie hij zijn hele verdere leven bevriend zou blijven. In de herfst van 1936 trok hij met zijn jonge vrouw naar Italië om de schilders van de renaissance te bestuderen én voor de gezondheid van Rachel. In Alessio vonden ze een atelier met slechts bovenlicht, maar ook beschikten ze er over een tuin en balkon, waar Edgar meestal schilderde; Rachel werkte buitenshuis. In Italië voerde Fernhout een reeks portretopdrachten uit die het hem mogelijk maakten om als kunstenaar te kunnen leven. Daarnaast schilderde hij nu werkjes waarin de levende natuur tot onderwerp is geworden, zoals in het schilderij Vlierboom uit 1937. In dit werk speelt het fijn-gedetailleerde patroon van de takken, blaadjes en de bloemen de hoofdrol; van de lucht is nog slechts een glimp te zien. Alles is nauwkeurig opgebouwd en elk blaadje is afzonderlijk uitgewerkt in kleine verf-toetsen. Fernhout 'zoomde' als het ware sterk in op het gebladerte met zijn complexe structuren.
De twee kunstenaars bleven tot in het najaar van 1939 in Italië en wilden zich er uiteindelijk definitief vestigen, maar door de sterk voelbare oorlogsdreiging in Zuid-Europa besloten ze toch naar Nederland terug te keren en trokken er in bij moeder Charley, in 'De Vlerken' te Bergen (Noord-Holland). Daar ontstonden de eerste landschappen van Fernhout, van de duinen en van de polders, waarin veel ruimte en openheid ontstond. Menselijke aanwezigheid was hierin nauwelijks te bespeuren, hooguit een boerderij in de verte. Deze werken waren kaal en leeg, maar ook vaak kleurrijk. In 1937 organiseerde de Haagse galerie Nieuwenhuizen Segaar een speciale tentoonstelling rond de drie generaties Toorop: Jan Toorop, Charley en Edgar.

### Fase van realistisch schilderen

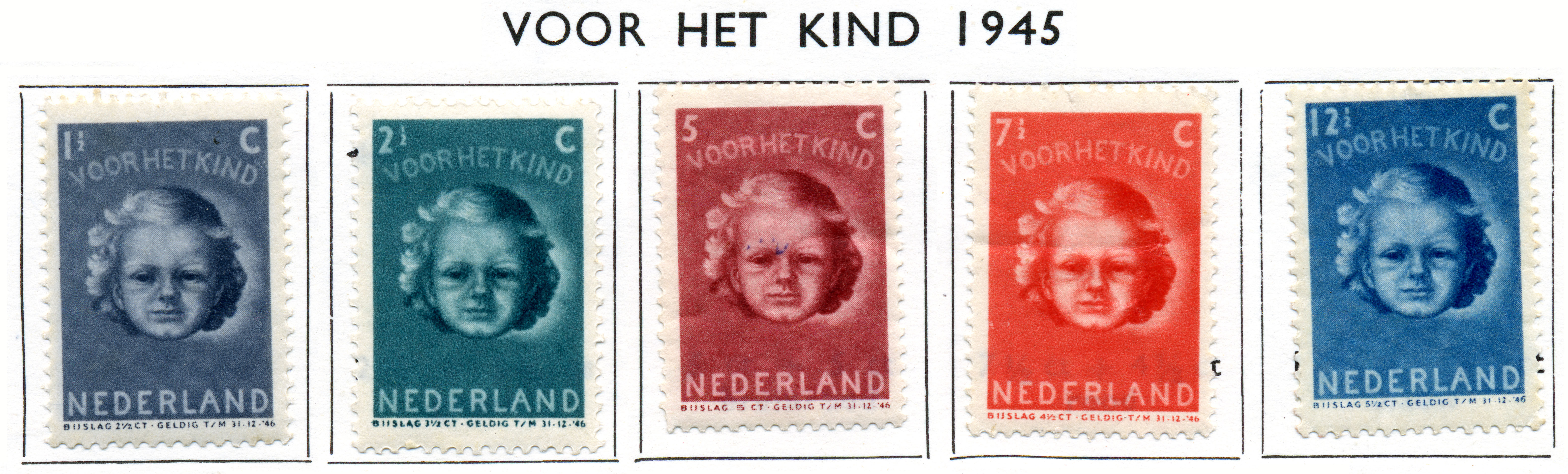
Kinderzegels 1945 ontwerp van Fernhout

In maart 1940 was er een gezamenlijke tentoonstelling van het echtpaar Fernhout-Pellekaan in de Kunstzaal van Van Lier te Amsterdam. Beneden hingen realistische schilderijen van Edgar uit de jaren 1938-1940 en in de bovenzaal tekeningen van de hand van zijn vrouw Rachel. Na de zomer van 1941 verbleef Fernhout vaak buiten Bergen omdat daar toen de dreiging was van bombardementen op het naburige vliegveld. Hij verbleef op veel verschillende plaatsen in het land vanwege allerlei te maken portretopdrachten, maar ook om niet als jongeman opgepakt te worden door de Duitsers voor de Arbeitseinsatz. In september 1941 werd hij in Baarn ingeschreven waar hij grotendeels tijdens de oorlog zonder zijn vrouw Rachel, die toen in Wassenaar werkte, zou verblijven. In 1942 weigerde hij om zich aan te melden bij de Kultuurkamer, die door de Duitse bezettingsmacht was ingesteld; dit betekende een verbod op tentoonstellen. Daarom voerde hij tot 1945 veel portretopdrachten uit, zoals voor de familie Mijnsen in Baarn, bij wie hij enkele jaren kon inwonen en werken. Ook maakte hij veel stillevens in deze tijd omdat hij gedwongen was om binnen te blijven. In deze werken ontstond een wat lossere schilderstijl en werden ook de contrasten meer uitgesproken; niet langer werd alles in hetzelfde gelijkmatige licht geplaatst. Dit is o. a. duidelijk te zien in zijn Zelfportret van 1945 dat hij tijdens zijn verblijf in Baarn schilderde. Na de bevrijding in 1945 vestigde Fernhout zich weer in Amsterdam, nu aan de Vondelstraat, waar hij zou blijven werken en wonen tot in 1956.

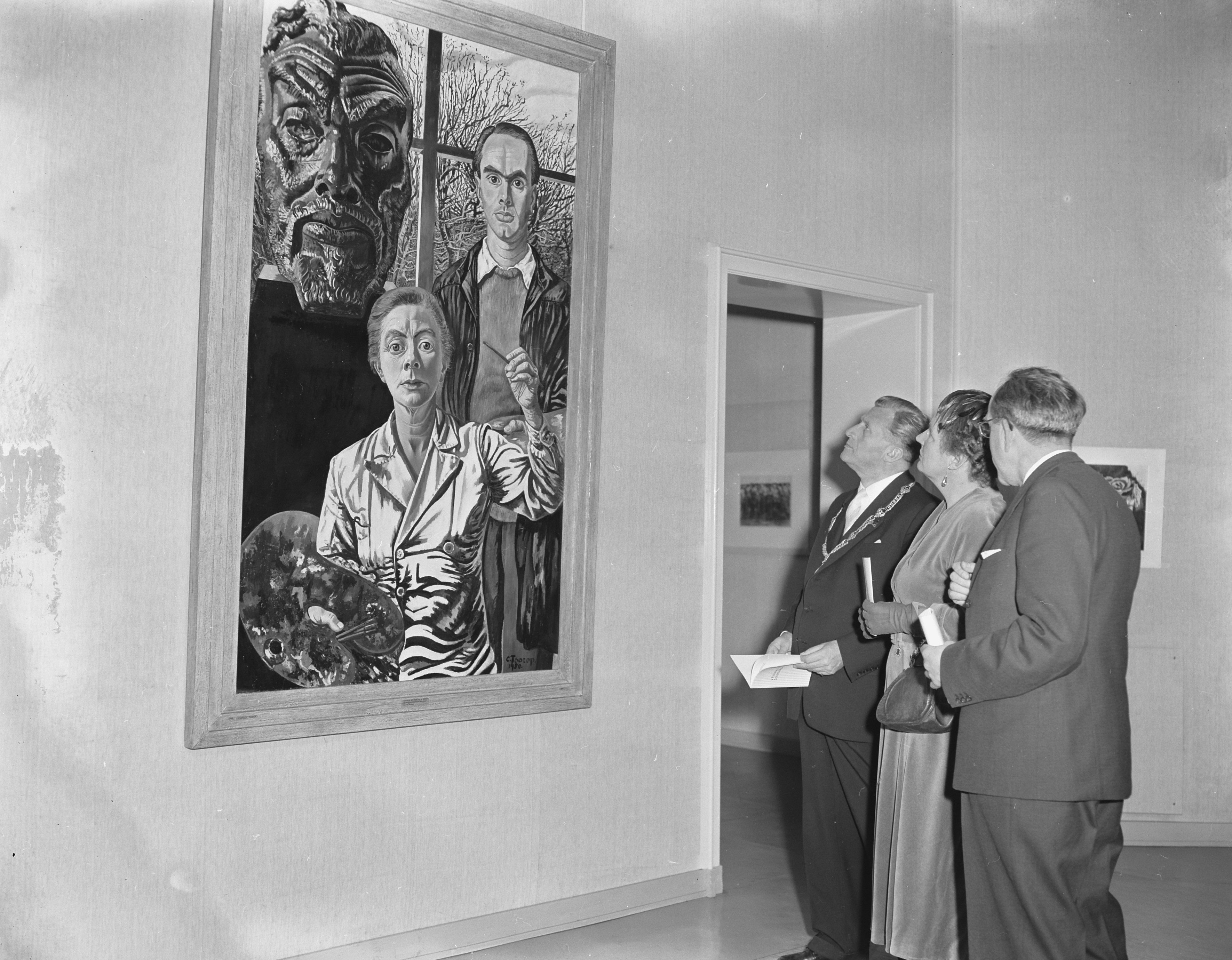
Schilderij De drie generaties, met rechts Edgar Fernhout

In de jaren na de bevrijding ontplooide Fernhout veel sociale activiteiten. Zo werd hij in 1946 bestuurslid van de Amsterdamse sociëteit 'De Koepel'. Een jaar later ging hij officieel scheiden van zijn vrouw Rachel. In 1948 raakte hij betrokken bij 'De Groep', een tentoonstellingsorganisatie van oudere kunstenaars die jongere kunstenaars uitnodigde tot exposeren op basis van hun eigen individuele uitgangspunten. In hetzelfde jaar ontmoette hij zijn tweede vrouw Netje Salomonson, met wie hij in 1949 trouwde. Door deze activiteiten breidden zijn contacten zich uit; met name het Stedelijk Museum met directeur Willem Sandberg vormde een actieve ontmoetingsplaats waar hij veel andere kunstenaars tegenkwam. Hij had al veel contact met oudere kunstenaars, zowel de realistische, de abstracte en een aantal magisch-realistische, maar nu leerde hij ook jongere kunstenaars als Karel Appel kennen. Ook moest hij zijn moeder Charley veel helpen bij het exposeren omdat zij problemen had met haar gezondheid en juist in deze jaren haar grote bekendheid kreeg. De relatie tussen de twee werd gelijkwaardiger, waardoor hij nu wèl bereid was om langdurig voor haar model te zijn in haar atelier 'De Vlerken'; zij wachtte hier al jaren op, om haar grote doek De Drie Generaties af te maken, dat zij al zeven jaar eerder was begonnen.
Edgar's schilderwijze veranderde in deze jaren. Niet langer werd het beeld opgebouwd uit fijne en gladde verfstreken, maar de verftoetsen kregen meer zelfstandigheid en werden zo duidelijk zichtbaar aanwezig in het schilderij - vaak robuust neergezet. De onderwerpen bleven wèl grotendeels hetzelfde: interieur, stilleven, portret, zelfportret en landschap. Door dezelfde motieven te kiezen kon hij zich sterk concentreren op hoe de vormen in hun geheel èn in details weer te geven in verf, èn op de kleur- en lichteffecten. Zijn atelier in de Vondelstraat was vrij donker waardoor hij naar andere methodes moest zoeken dan voorheen, om het spel van licht en donker vast te kunnen leggen. Aanvankelijk zocht hij de oplossing in het gebruik van donkere en oker-achtige tinten, maar al gauw ontstonden er in deze nieuwe techniek een aantal heldere en lichte schilderijen, zoals Herfststilleven van 1951-52.
In 1949 werden 18 van zijn realistische werken opgenomen binnen een internationale groepstentoonstelling, georganiseerd door het Haags Gemeentemuseum; deze vond ook plaats in België en Luxemburg. In 1953 schilderde hij in opdracht van het Ministerie van Waterstaat de herstelwerkzaamheden aan de dijken in Zeeland na de watersnoodramp, samen met Jan Wiegers en Johan Buning. Hiervoor verbleef hij enkele maanden op Schouwen-Duiveland waar hij vele schetsen ter plekke maakte (èn reeksen zwart-wit foto's) die hij later in zijn atelier in Amsterdam uitwerkte. In Zeeland kwam hij in contact met de kracht van de natuur die ook kan vernietigen, in tegenstelling tot zijn ijlere landschappen van voorheen. Hij begon daarom ook een directere en krachtigere schildertechniek om zo de dynamiek van de natuur uit te kunnen drukken; er was hierin enige invloed van het impressionisme. De bewegende luchten gaf hij weer door de verf dun en in vegen op het doen aan te brengen; daaronder is het land in robuuste toetsen neergezet. De kleuren vloeien niet langer in elkaar over maar blijven naast elkaar staan. Een aantal van deze werken werden kort daarop in twee solo-tentoonstellingen opgenomen. Ze waren te zien in zijn eerste museale overzichtstentoonstelling over de periode 1945-54 met 28 werken, in het Van Abbemuseum in Eindhoven. Nog uitgebreider waren ze aanwezig in een expositie in Museum De Waag in Nijmegen, met werken over de periode 1950-55. In diezelfde tijd verbleef Edgar bij zijn broer John Fernhout in Rome, waar hij een aantal abstract-expressionistische Italiaanse schilders ontmoette. Zijn eigen schilderstijl is dan al de richting aan het opgaan van de abstractie; zijn laatste zelfportret schilderde hij in 1953-54. In het jaar dat hij zijn belangrijke schilderij Stronken en net maakte in 1957, schreef hij naar aanleiding van dit werk in zijn brief aan George Cammelbeeck: "De sprong is nu gemaakt. Ik heb me nu wezenlijk bevrijd van hetgeen vroeger is gebeurd. De nieuwe taal heb ik gevonden. Waar het nu om gaat, is die taal te verrijken, te intensiveren..."

### Fase  van abstract schilderen
Drie maanden nadat zijn moeder in 1955 stierf betrok Fernhout met zijn vrouw definitief het ouderlijke huis 'de Vlerken' in Bergen en begon in Charley's voormalige atelier met het hoge raam op het Noorden te werken; het bood hem rustig licht en een royaal uitzicht. De zee, het strand, de duinen, maar ook de weilanden kregen vanaf die tijd veel aandacht in zijn werk. In 1959 werd zoon Richard (Rik Fernhout) geboren in Bergen, die later ook kunstschilder zou worden. De eerste jaren in Bergen was zijn productie vrij hoog: in 1956 negen, in 1957 tien en in 1958 zelfs dertien doeken. Er ontstonden vanaf 1954 geabstraheerde schilderijen van strand-stillevens met aangespoelde voorwerpen in zachte, bijna kleurloze tinten. Omstreeks 1961 was er geen enkel figuratief element meer in zijn werk te vinden. In die jaren leerden Fernhout en de oudere Franse schilder Jean Bazaine elkaar kennen; Bazaine was een van de Franse schilders van de École de Paris en trok van 1956 tot 1959 jaarlijks naar Zeeland voor het speciale karakter van het Zeeuwse licht en de ruimte aan de kust. Bazaine bezocht Fernhout in zijn atelier in Bergen - hun werk had dan ook duidelijk onderlinge verwantschap. Ook Gerrit Benner kwam langs op Fernhouts atelier. Wonderlijker was het vriendschappelijk contact met Karel Appel wat Fernhout als volgt beschreef in 1965: "Ik benijd Appel, het moet heerlijk zijn, zo'n moment van bevrijding, als je in een paar uur of minder zelfs, een schilderij op het doek smijt. Ik kan dat niet. Zijn stukken ontstaan op grond van een gekke, innerlijke spanning. Elke dag sta ik in mijn atelier en elke dag schilder ik enkele uren..  ..en daarbuiten doe ik eigenlijk niets..."
Er ontstonden in deze jaren reeksen geabstraheerde strandschilderijen, veelal stevig in de verf opgezet, met uitgesproken horizontale structuren. Later werd Fernhout hevig gefascineerd door de werking van het licht binnen het landschap; hij ontwikkelde zich steeds meer in abstracte richting waarin de invloed van Piet Mondriaan zichtbaar werd. Maar Edgar zocht naar een abstracte verf-opbouw die het licht en de sfeer van het landschap weergaf in bepaalde seizoenen; hiervoor deed hij talloze kleurproefjes met zijn verf - vaak op de vensterbank, buiten. Ondanks de vergaande abstracties in zijn latere werk vanaf 1954 bleven zijn titels daarom nog steeds verwijzen naar landschap, seizoen en natuur. Over de invloed van Mondriaan zei hij in 1963: "Mondriaan is erg belangrijk voor mij geweest, ik vind zijn werk bijzonder mooi. Maar dat is aan de buitenkant van mijn schilderijen niet te zien..." Meer en meer werd Fernhout zich bewust van de eenheid in de natuur en hij zocht naar mogelijkheden om dit universele aspect van de natuur in zijn werk uit te drukken. Zorgvuldig en stap voor stap bouwde hij daarbij het schilderij op uit losse verftoetsen. In zijn werk wilde hij ook zijn verbondenheid met de wereld om hem heen in Bergen, op een volle geconcentreerde en intense manier, zoals hij zelf aangaf in het interview in 1965. Kleur en ritme waren dan de meest wezenlijke elementen van zijn schilderkunst geworden, zoals in het schilderij Winter
In 1957 vond de eerste van een reeks achtereenvolgende tentoonstellingen plaats in de Amsterdamse Kunstzaal Magdalena Sothmann waar hij tot in 1973 zou exposeren met zijn recent gemaakte abstracte schilderijen. Hier toonde hij dan 10 à 12 schilderijen - het resultaat van ongeveer twee jaar schilderen. Het aantal portret-opdrachten verminderde drastisch in die tijd, maar door zijn verkopen in Amsterdam en het docentschap bij Ateliers '63 was hij een staat in zijn onderhoud te voorzien met zijn vrije werk. In het Van Abbe Museum in Eindhoven werden in 1963 32 werken van hem geselecteerd in een overzichtstentoonstelling over zijn schildersperiode 1944-1963; het gebeuren werd daarmee een mengeling van zijn realistische èn abstracte schilderijen. Enkele maanden later was een exacte herhaling hiervan in het Stedelijk Museum Amsterdam te zien. In 1971 werd Fernhout intensief betrokken bij een tentoonstelling over de drie generaties Toorop / Fernhout. Edgar wilde uitdrukkelijk in deze expositie de werken van zijn grootvader Jan Toorop, zijn moeder Charley en van hemzelf tonen die als 'eigen' werden beschouwd, voor ieder van hen afzonderlijk. De expositie begon in Museum De Lakenhal in Leiden en reisde door naar Dordrecht en Groningen. Twee jaar later werden zijn abstracte schilderijen Stilte en Strenge Vorst aangekocht door het Stedelijk Museum Amsterdam en in de collectie opgenomen (cat. 351 en 347).
Vanaf 1961 zou er een verstilling in zijn werk komen; de dynamiek in zijn werk nam af. Zelf omschreef hij deze fase als volgt: "Ik moet helemaal 'zee' worden of 'dooi' of 'winter' om zee, dooi en winter te kunnen schilderen. Die schilderen dan, door middel van mij, zichzelf. Dat zijn langdurige processen, vandaar dat ik maar weinig produceer... Als mijn kunst zo natuurlijk zou worden als de natuur die ze verbeeldt, dat zou natuurlijk heel goed zijn." Vanaf 1966 werkte hij vaak 's nachts - niet zozeer door te schilderen maar vooral door waar te nemen. Door langdurige observaties van het weinige licht in de nacht begon de kleurkracht in zijn werk weer terug te komen, inclusief een sterker onderling contrast binnen één doek. Seizoenen en Nacht werden nu zijn hoofdthema's. Maar omdat het kleurenschema zich nu zo sterk begon uit te breiden moest hij een vorm van vereenvoudiging vinden om dit te beheersen. Hij beperkte de kleuren en verdeelde ze in een regelmatige verdeling over het doek, dat bovendien daarbij zijn diepte verloor. De werken werden plat. Elk werk stond nu meer op zichzelf en was niet langer een verbeelding van de werkelijkheid in de natuur. Het formaat van zijn doeken veranderde bovendien; ze werden vanaf zijn werk Duistere Nacht (1968) vierkant en bleven dat tot aan zijn dood. In de laatste jaren zou de vereenvoudiging steeds meer uitgesproken worden, waarbij los-geplaatste kleur-blokjes over het doek werden gespreid. Hiervoor deed hij eerst uitgebreide kleurproeven; hij schilder deze vooraf in kleurcombinaties op repen linnen die hij in de vensterbank legde. Zo kon hij vooraf de verschillen in de reflectie van het daglicht en de verkleuring door het zonlicht uitvoerig bestuderen, alvorens de kleur toe te passen.
Onverwacht stierf Fernhout op 4 november 1974 in zijn huis 'De Vlerken' in Bergen aan een longaandoening. Zijn levenslange vriend, de kunst-historicus H.L.C. Jaffé, omschreef de ontwikkeling van Fernhouts schilderen kort daarop in een memoriam: "Schilderen werd voor hem tot een mogelijkheid, de grote, algemeen geldende wetten der natuur te ontdekken en boven de afbeeldende traditie van het vak uit te komen: 'Kunst geeft niet het zichtbare weer maar maakt zichtbaar'"

## Docent
Fernhout werd in 1967 begeleider aan de toentertijd alternatieve kunstopleiding Ateliers '63 in Haarlem, waar ook Jan Dibbets, Wessel Couzijn, Carel Visser, Constant en Armando lesgaven.
De basis voor de 'Ateliers '63 filosofie' werd door hem gelegd; vanaf 1967 tot zijn dood in 1974 werd hij de spil van het instituut. Onder zijn leiding ontwikkelde de in 1963 opgerichte instelling van een "instituut waar op zaterdagmiddag de society-dames uit Haarlem, Bloemendaal en Aerdenhout fijn komen kleien", (zoals het Vrije Volk in 1965 schreef) tot een volwaardige vervolgopleiding voor studenten van kunstacademies. Het was ook Fernhout die het van het toenmalige ministerie van C.R.M. gedaan kreeg dat dit ministerie de kosten van het instituut volledig voor zijn rekening nam, met name door zijn toezegging dat er niet meer dan 20 studenten zouden worden aangenomen. Fernhout bezocht als docent één keer per week afzonderlijk de ateliers van de studenten; hier kon hij zijn eigen ervaringen als kunstenaar bruikbaar maken. Vanaf 1971 was hij bovendien als docent werkzaam op de Koninklijke Academie voor Kunst en Vormgeving in Den Bosch; enkele van zijn bekende leerlingen daar waren René Daniëls en Hans van Hoek.
Mede-docent Carel Visser beschreef in 1985 in een interview de Fernhout-filosofie van het lesgeven aan Ateliers '63 als volgt "Je kan eindeloos praten over de vraag: wat is lesgeven? Vooral in de kunst. Hoe moet je dat doen? Moet je bijvoorbeeld zeggen: dit blauw moet je veranderen in geel? Fernhout zei: dat haalt niks uit. Op zo'n manier heeft het geen enkele zin. Ook waarderende opmerkingen als: wat heb je dat goed gedaan, hebben geen enkele zin. Het enige dat iets uithaalt is de leerling zodanige vragen stellen dat hij zelf steeds beter doorziet wat hij aan het doen is."
In 1968 behoorde Fernhout al tot degenen die protesteerden tegen de gang van zaken bij de Rijksakademie van beeldende kunsten in Amsterdam. Hij was sterk gekant tegen de 19e-eeuwse structuur van deze instelling, die de studenten te veel in een keurslijf zou dwingen en te weinig openstond voor nieuwe ontwikkelingen binnen de kunst. Voor eigen inbreng van de studenten was er geen plaats. Fernhout was voorstander van een individuele benadering, zoals bij de opleiding 'Ateliers '63' kort daarna mogelijk zou worden, weliswaar voor een kleine groep studenten. Juist omdat doctrines hem vreemd waren, leerde hij hier vele jongere kunstenaars, onder wie Ansuya Blom, Dineke Blom, Hans van Hoek en Toon Verhoef om hun eigen weg te zoeken.
Deze 'Fernhout-benadering' zou binnen meerdere kunstinstellingen in Nederland de nodige invloed krijgen; hieruit groeide later het concept om studenten tijdelijk een eigen atelier, werkbudget en stipendium te bieden om zelf hun eigen weg al doende te onderzoeken, inclusief regelmatig terugkerende gesprekken met hun docenten.

## Persoonlijk
Volgens zijn zoon Rik Fernhout was Edgar Fernhout nogal depressief en had hij een allergie voor verf, waardoor hij vaak ontstoken handen had.

## Werk in openbare collecties (selectie)
- Centraal Museum, Utrecht
- Dordrechts Museum
- Museum Boijmans Van Beuningen
- Museum Arnhem
- Stedelijk Museum Amsterdam
- Museum van Bommel van Dam, Venlo

## Tentoonstellingen (selectie)
- Stedelijk Museum, Amsterdam
- 2009 Museum voor Moderne Kunst Arnhem